# Beyt-e Zeyvān
Beyt-e Zeyvān (persiska: بیت زیوان, Sheykh Zeydān) är en ort i Iran.   Den ligger i provinsen Khuzestan, i den centrala delen av landet, 500 km sydväst om huvudstaden Teheran. Beyt-e Zeyvān ligger 33 meter över havet och antalet invånare är 564.
Terrängen runt Beyt-e Zeyvān är mycket platt. Runt Beyt-e Zeyvān är det ganska tätbefolkat, med 144 invånare per kvadratkilometer. Närmaste större samhälle är Kāz̧em Ḩamd, 10,9 km väster om Beyt-e Zeyvān. Trakten runt Beyt-e Zeyvān består till största delen av jordbruksmark.